# Into the Lungs of Hell
Into the Lungs of Hell – piąty album studyjny holenderskiej grupy muzycznej God Dethroned. Wydawnictwo ukazało się 15 lutego 2003 roku nakładem wytwórni muzycznej Metal Blade Records.

## Lista utworów
Opracowano na podstawie materiału źródłowego.
1. "Into the Lungs of Hell" – 05:13
2. "The Warcult" – 04:15
3. "Enemy of the State" – 03:16
4. "Soul Sweeper" – 04:41
5. "Slaughtering the Faithful" – 03:13
6. "Subliminal" – 05:46
7. "The Tombstone" – 04:50
8. "Gods of Terror" – 06:03